# EnduroSat One
EnduroSat One е български радиолюбителски изкуствен спътник на Земята от 2018 г.
Доставен е на Международната космическа станция (МКС) с товарния кораб Cygnus OA-9 на 21 май 2018 г. Стартира в свободен полет на 13 юли 2018 г.

## Проект
Разработен е от български ентусиасти в космонавтиката чрез програмата Space Challenges в сътрудничество с Българската федерация на радиолюбителите. Проектът е финансиран от разработчика на компютърни игри Imperia Online, финансовата компания Trading 212, инвестиционната компания Neo Ventures. В проекта участват и стотици български студенти.
Спътникът е изработен по CubeSat 1U (10 × 10 × 10 см) с тегло около 1 кг. Има 2 радиомаяка. Изстрелването му в орбита е осигурено от NanoRacks.

## Полет
Изстрелян е с ракета-носител Antares 230 (в херметичното товарно пространство на космическия кораб Cygnus OA-9) от зоната за изстрелване LP-0A на Средноатлантическия регионален космодрум в UTC 08:44:06 ч. на 21 май 2018 г. „Сигнус“ пристига в МКС на 24 май с.г.
Заедно с други товари е прехвърлен от Cygnus до станцията. Интегриран е в NanoRacks CubeSat Deployer. Пуснат е извън модула Kibo от сателитния пускови апарат CubeSat Nanoracks NRCSD-14 в свободен полет в UTC 14:20 ч. на 13 юли 2018 г.